# Ludwig Küster (Jurist)
Ludwig Küster (* 2. Juni 1928 in Mönchengladbach; † 24. Februar 2014) war ein deutscher Jurist und Richter am Bundessozialgericht.

## Leben
Ludwig Küster begann 1947 das Studium der Rechtswissenschaften an der Universität zu Köln. Im Juni 1952 legte er die erste und im Oktober 1956 die zweite juristische Staatsprüfung ab. 
Von November 1956 bis Mai 1958 war er wissenschaftlicher Mitarbeiter beim Landessozialgericht Nordrhein-Westfalen und beim Sozialgericht Düsseldorf. Bis Ende 1960 folgte eine Abordnung als wissenschaftlicher Mitarbeiter an das Bundessozialgericht. Die Ernennung zum Regierungsassessor erfolgte 1958, diejenige zum Regierungsrat im März 1961. 1961 wechselte Küster zum Sozialgericht Duisburg, 1965 erfolgte der Wechsel zum Landessozialgericht Nordrhein-Westfalen. 
Am 29. Juli 1970 wurde Küster zum Richter am Bundessozialgericht ernannt. Er gehörte dem für Angelegenheiten der gesetzlichen Unfallversicherung zuständigen 2. Senat an. 
Küster trat im April 1987 in den Ruhestand. 
Ludwig Küster verstarb am 24. Februar 2014 im Alter von 85 Jahren.